# Rhynie chert
El Rhynie chert és un dipòsit sedimentari del principi del Devonià que mostra fòssils amb gran detall o bé complets. Chert és el nom en anglès per a les roques silícies sedimentàries formades per diagènesi. Es troba a prop de la població de Rhynie, Aberdeenshire, Escòcia; una segona unitat, el Windyfield chert, es troba a 700 metres del primer. El Rhynie chert conté plantes, fongs, líquens i animals extraordinàriament ben conservats sota dipòsits volcànics. El gruix dels fòssils són plantes primitives (les quals tenen el xilema i esporangis, però no fulles veritables), junt amb artròpodes, líquens, algues i fongs.
El dipòsit es va formar fa uns 410 milions d'anys en el moment de la colonització de la Terra per les plantes primitives. En segon lloc, aquest cherts són famosos pel seu estat de conservació ultraestructural amb les cèl·lules individuals visibles en els espècimens polits.
Aquest chert va ser descobert per William Mackie quan cartografiava el marge oest de la conca de Rhynie el 1910–1913.
Aquest chert es va formar quan aigua rica en sílice de fonts volcàniques petrificà ràpidament un ecosistema terrestre primitiu.

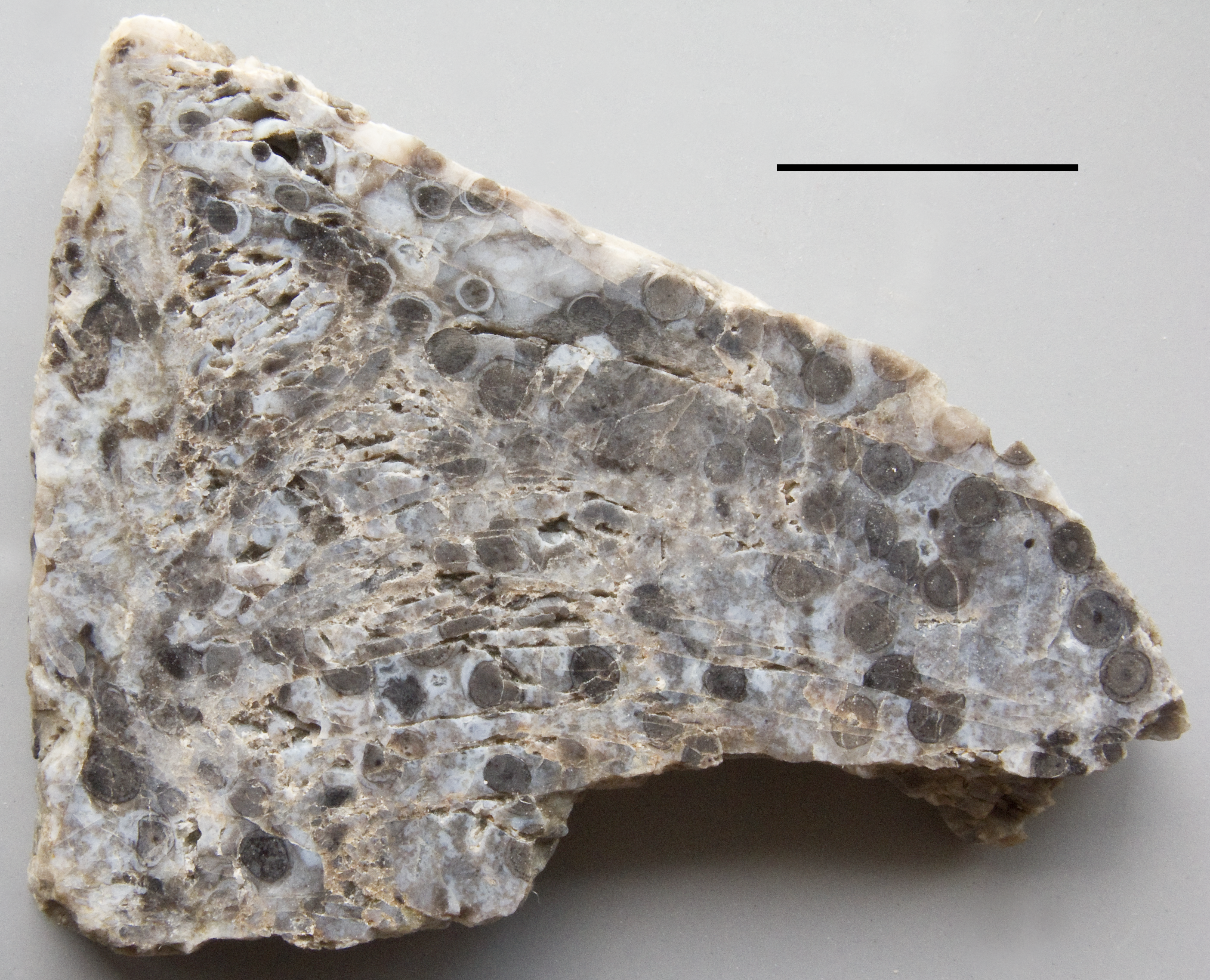
Vista d'una peça polida de Rhynie chert mostrant seccions de la tija. Escala: la barra és 1 cm

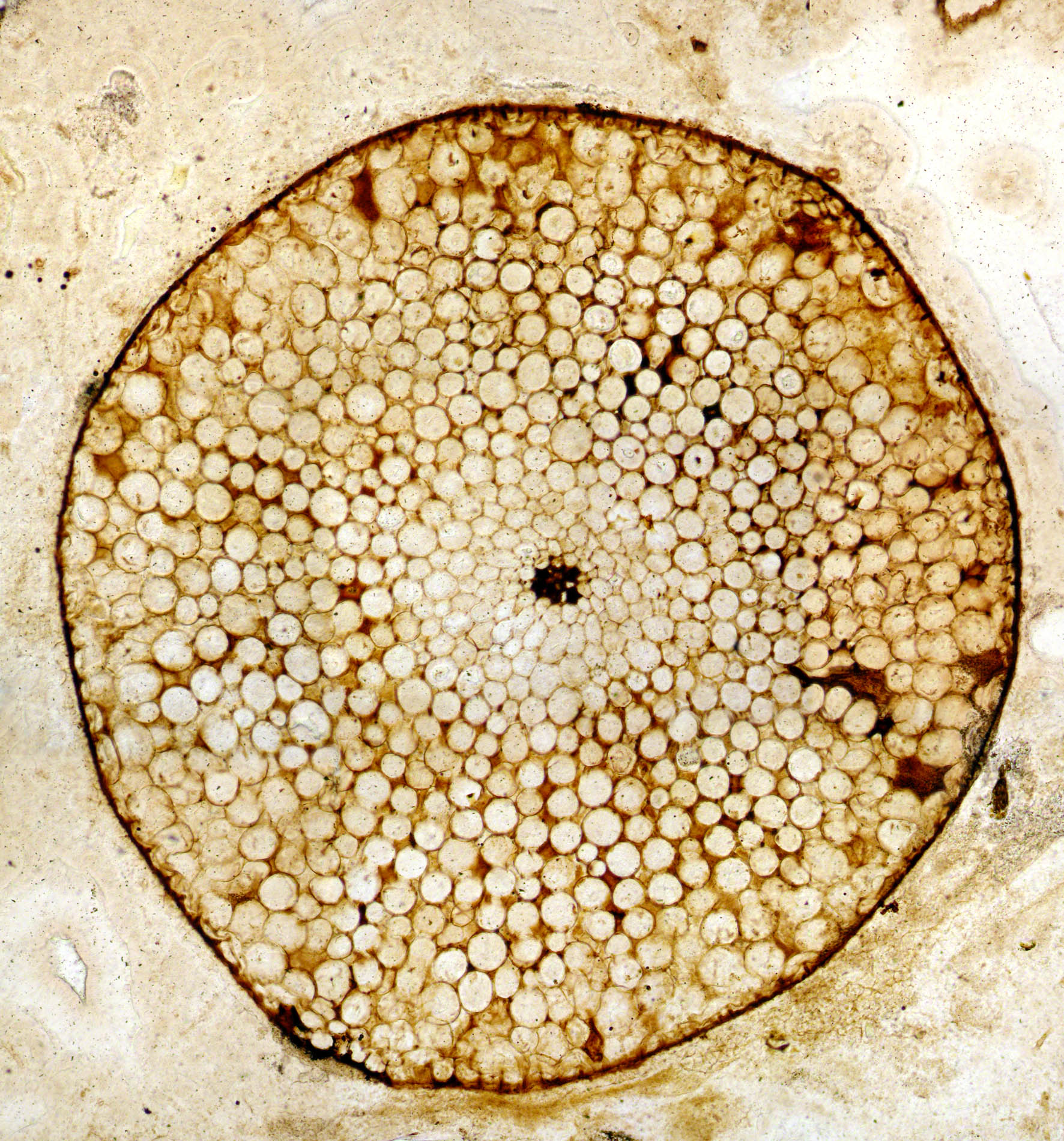
Secció fina d'una peça mostrant la secció transversal d'una tija de Rhynia

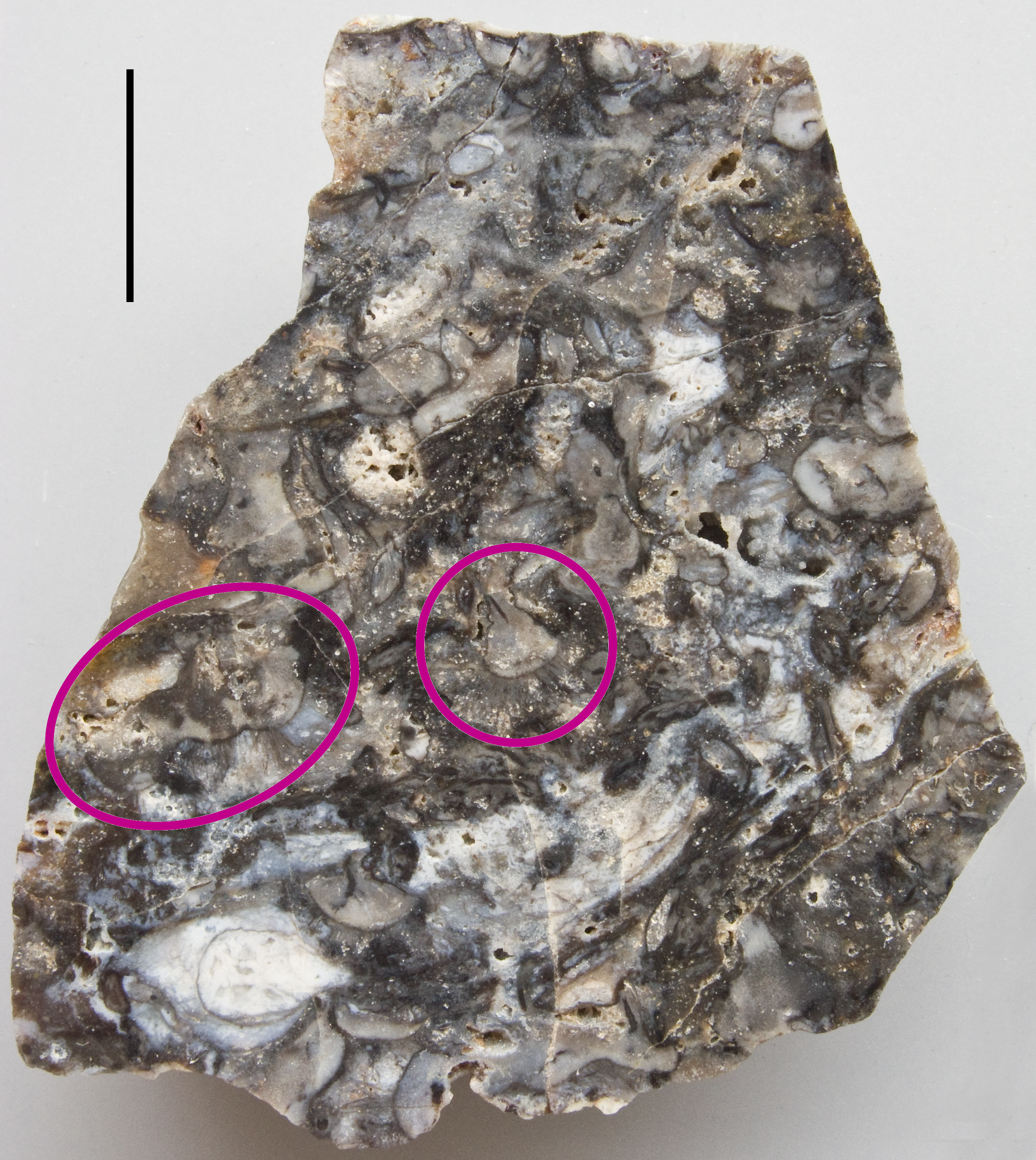
Vista d'una peça polida de Rhynie chert que mostra molts corms/tubercles dHorneophyton. Escala: la barra és 1 cm

S'hi ha identificat set tàxons de plantes terrestres als cherts de Rhynie i Windyfield :
- Aglaophyton
- Asteroxylon
- Horneophyton
- Nothia
- Rhynia
- Trichopherophyton
- Ventarura

Un altre grup, Nematophytes, potser és de plantes aquàtiques.